# نوح میشل
نوح میشل (انگلیسی: Noah Michel؛ زادهٔ ۲۳ مهٔ ۱۹۹۵) بازیکن فوتبال اهل آلمان است.
از باشگاه‌هایی که در آن بازی کرده‌است می‌توان به باشگاه فوتبال یان رگنسبورگ اشاره کرد.